# Synagoge (Kiskunhalas)

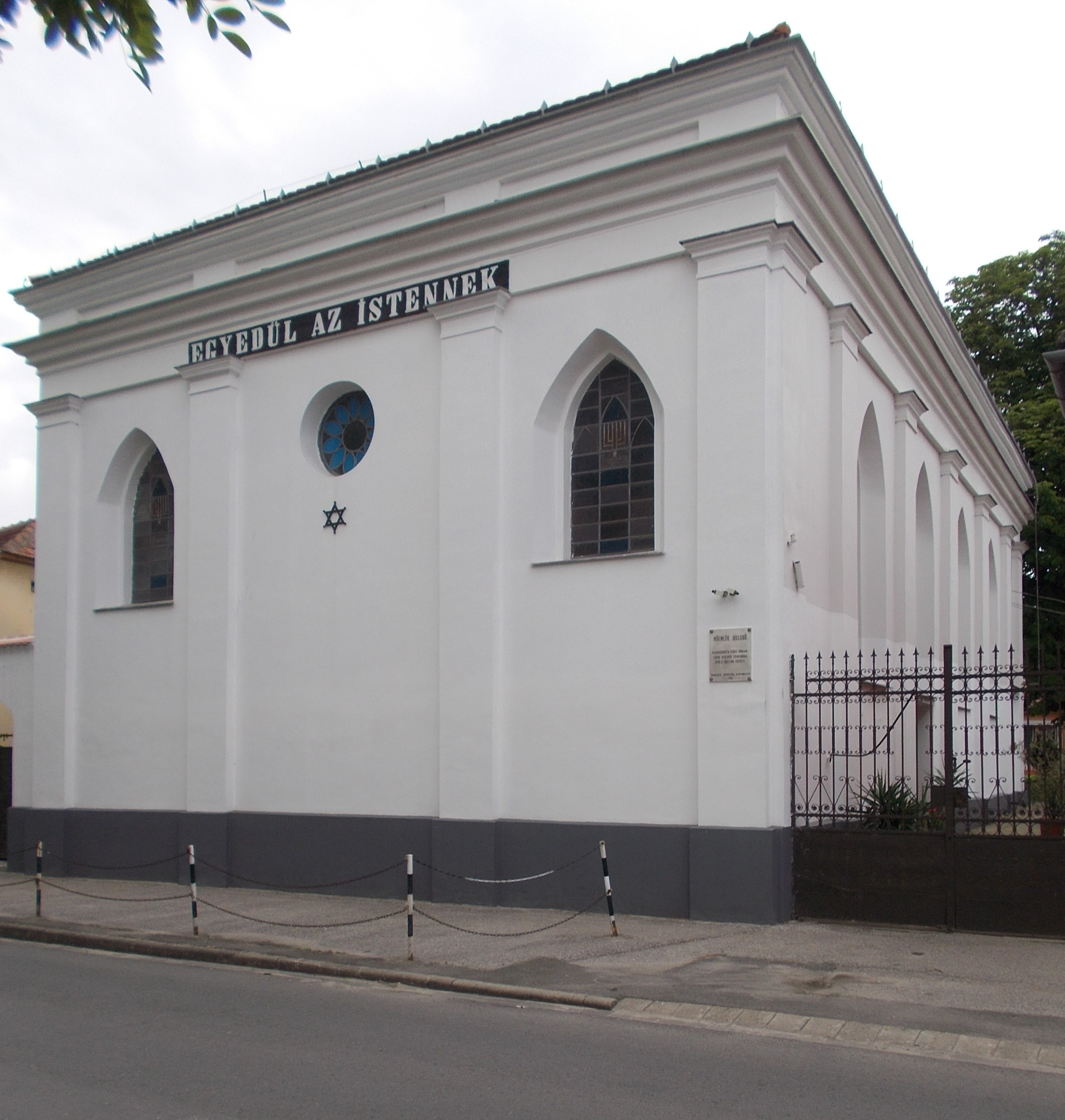
Synagoge, 2019

Die Synagoge in der ungarischen Stadt Kiskunhalas wurde in der zweiten Hälfte des 19. Jahrhunderts erbaut. Sie ist eine heute noch aktive Synagoge.

## Beschreibung
Der Bau der Synagoge der orthodoxen jüdischen Gemeinde wurde 1862 abgeschlossen. Erstaunlicherweise wurde die Synagoge noch 1943 renoviert, ein Jahr, bevor die ungarischen Juden auf deutsche Veranlassung in das Vernichtungslager Auschwitz deportiert wurden.
Das Gebäude steht mit der Ostfassade zur Straße hin, der Eingang befindet sich daher auf der „Rückseite“. Bei diesem handelt es sich um einen repräsentativen Portikus mit den Eingängen zum Gebetsraum der Männer sowie Treppen zur Frauenempore.
An den beiden Seitenwänden befinden sich je vier hoch angebrachte Spitzbogenfenster und an der Ostseite zwei weitere mit einem Okulus dazwischen. Zwischen den Fenstern sind Pilaster.
Die Frauenempore im Inneren ist (außer im Osten) entlang der ganzen Wandlänge. Sie wird von eisernen Säulen gestützt, die bis zur Decke reichen und mit Holz verkleidet sind.
Die Bima in der Raummitte ist recht einfach und von einem Geländer umgeben. Der Toraschrein an der Ostwand unterhalb des Okulus wird von je zwei Säulen eingerahmt; darüber in einem Rundbogen befinden sich die Gesetzestafeln. Das ganze wird von einem Vorhang umrahmt.